# دانی کروز
دانی کروز (انگلیسی: Danny Cruz؛ زادهٔ ۳ ژانویهٔ ۱۹۹۰) یک بازیکن فوتبال اهل ایالات متحده آمریکا است.